# The Eraser
Albums de Thom Yorke
Tomorrow's Modern Boxes
The Eraser est le premier album de Thom Yorke, le leader de Radiohead. Celui-ci a déclaré aux nombreux fans de Radiohead inquiets que ce travail s'inscrivait dans la continuité de celui du groupe, et que ce n'était en aucun cas l'aube d'une carrière solo.
Bien que la sortie officielle de l'album fût officiellement prévue pour le 11 juillet 2006, une fuite a rendu l'album disponible illégalement sur internet dès le 30 mai 2006 et sur myspace selon des interlocuteurs divers depuis mai 2006.
Cet album est produit par Nigel Godrich. On y trouve neuf morceaux chantés par Thom Yorke accompagné par de nombreux rythmes et sons électroniques. La pochette et le livret ont été réalisés par Stanley Donwood, collaborateur de longue date de Radiohead.
Le style que Thom Yorke donne à cet album est celui de la musique Indietronica qu'il reprendra avec les membres de Radiohead pour créer l'album In Rainbows.

## Liste des chansons
1. The Eraser (4:53) - Piano par Jonny Greenwood
2. Analyse (4:05)
3. The Clock (4:14)
4. Black Swan (4:48)
5. Skip Divided (3:33)
6. Atoms for Peace (5:12)
7. And It Rained All Night (4:20)
8. Harrowdown Hill (4:36)
9. Cymbal Rush (5:10)

## Concernant les chansons
- Analyse est inclus dans la bande originale du film Le Prestige de Christopher Nolan, sorti en 2006.
- Black Swan est inclus dans la bande originale du film A Scanner Darkly de Richard Linklater, sorti en 2006.
- Atoms for Peace est le titre d'un discours de Dwight D. Eisenhower prononcé en 1953. Il s'agit également de la devise de l'AIEA (Agence International pour l'Énergie Atomique).
- Harrowdown Hill (Oxfordshire) est l'endroit où a été retrouvé le corps de David Christopher Kelly. Dans les paroles de la chanson, Thom Yorke relaie l'hypothèse selon laquelle David Kelly ne se serait pas suicidé mais aurait été tué (Did I fall or was I pushed?, « Suis-je tombé ou m'a-t-on poussé ? »).

## Fiche technique
- Écrit par Thom Yorke
- Arrangé par Nigel Godrich et Thom Yorke
- Produit par Nigel Godrich
- Design par Stanley Donwood
- Mastering par Bunt Stafford-Clark
- Mixé par Nigel Godrich, assisté de Darrel Thorp